# Drets del col·lectiu LGBT a Mali

Aquest és un article sobre els drets LGBT a Mali. Les persones lesbianes, gais, bisexuals i transsexuals a Mali han d'afrontar reptes legals que no experimenten els residents no LGBT. Segons el Pew Global Attitudes Project de 2007, el 98 % dels adults malians creuen que l'homosexualitat és una forma de vida que la societat no hauria d'acceptar, que era la taxa més alta de no acceptació als 45 països enquestats.

## Llei sobre l'activitat sexual entre persones del mateix sexe
L'homosexualitat privada, entre adults, consensuada i no comercial és legal a Mali.
L'article 179 del codi penal castiga els actes d'"indecència pública" amb multes i presó. Això s'ha utilitzat de vegades contra les persones LGBT que participen en mostres d'afecte públiques.
Si bé és tècnicament legal, les creences culturals i religioses predominants de la majoria dels ciutadans de Mali veuen l'activitat sexual entre persones del mateix sexe i els rols de gènere no tradicionals com a immorals.

## Proteccions de discriminació
No hi ha lleis contra la discriminació per protegir la comunitat LGBT de l'assetjament i l'abús. Encara que no hi ha discriminació oficial sobre la base de l'orientació sexual a nivell nacional, la discriminació social està àmpliament difosa.

## Adopció de nens
L'article 522 del Portant Code des Personnes et de la Famille, que va ser aprovat per l'Assemblea Nacional el 2 de desembre de 2011 i posteriorment signat a la llei pel president de Mali, prohibeix que els homosexuals adoptin fills.

## Condicions de vida
Segons el Dr. Dembelé Bintou Keita, el director d'ARCAD/SIDA, una organització de VIH/SIDA a Mali que proporciona atenció mèdica als homes que tenen relacions sexuals amb altreshomes (MSM), la societat maliana no és tolerant amb el MSM. Ells "no tenen drets i sens dubte no tenen dret a reclamar la seva orientació sexual. Totes les creences culturals cap al MSM són negatives". Els MSM són forçats a la bisexualitat o a les pràctiques sexuals clandestines que els posen en risc d'infeccions de transmissió sexual i de VIH. "Els homes atrets per altres homes es veuen obligats a casar-se perquè no portin vergonya a la família ... però encara tenen homes com a socis sexuals".
L'informe sobre drets humans del Departament d'Estat dels Estats Units de 2011 va trobar que,
| « | No hi ha organitzacions de lesbianes, gais, bisexuals i transsexuals (LGBT) visibles públicament al país. La lliure associació d'organitzacions LGBT era obstaculitzada per una llei que prohibia l'associació "per un propòsit immoral"; el 2005, el llavors governador del Districte de Bamako va citar aquesta llei per denegar el reconeixement oficial a una associació de drets homosexuals. | » |

## Taula resum
| Activitat sexual legal amb el mateix sexe                     | Yes                     |
| Mateixa edat de consentiment                                  | (des de 1961)           |
| Lleis antidiscriminació a la feina                            | No                      |
| Lleis antidiscriminació en la prestació de béns i serveis     | No                      |
| Matrimoni del mateix sexe                                     | No                      |
| Lleis antidiscriminació en el discurs de l'odi i la violència | No                      |
| Reconeixement de les parelles del mateix sexe                 | No                      |
| Adopció de fillastres per parelles del mateix sexe            | (prohibida des de 2011) |
| Adopció conjunta per parelles del mateix sexe                 | (prohibida des de 2011) |
| Prestació de servei militar per gais i lesbianes              |                         |
| Dret legal a canviar de gènere                                |                         |
| Accés a la fecundació in vitro per lesbianes                  | No                      |
| Subrogació comercial per a parelles d'homes homosexuals       | No                      |
| Permís per donar sang als MSMs                                | No                      |